# Predikantenbord

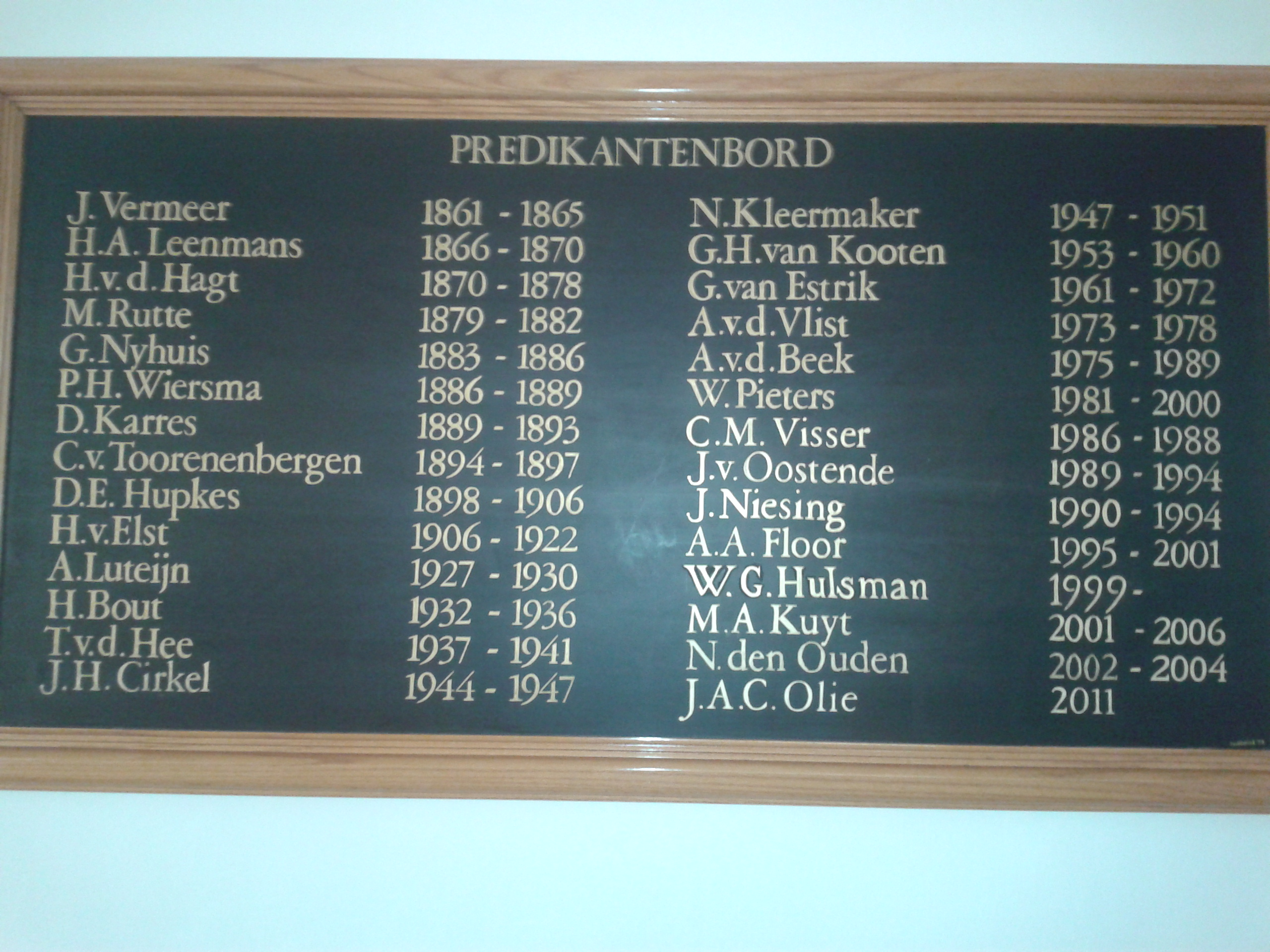
Predikantenbord in de Grote Kerk te Genemuiden

Een predikantenbord is een houten bord dat men vaak in Hervormde kerkgebouwen aantreft en waarop de namen van de predikanten zijn gekalligrafeerd.
De predikantsborden zijn geplaatst ter nagedachtenis aan de predikanten die in dat kerkgebouw pastoraal werkzaam zijn geweest. Dat is omdat een dergelijke opdracht in de Bijbel geschreven staat, te weten in het bijbelboek Hebreeën, hoofdstuk 13, het 7e bijbelvers, waar geschreven staat: “Denk aan uw voorgangers, die het Woord van God tot u gesproken hebben” (Herziene Statenvertaling). 
Meestal betreft het de volledige lijst van predikanten, inclusief het jaartal van hun aantreden en soms met de plaats waar zij vandaan kwamen (afgekort "ber", wat betekent "beroepen") en het jaartal hun vertrek (en soms de plaats waar zij naar toe gingen, soms nog aangevuld met andere gegevens zoals overlijden of emeritaat. De lijst begint normaal gesproken bij de oprichting van de betreffende gemeente. Dit kan soms betekenen dat de lijst begint bij het begin van de Reformatie in de betreffende plaats.
Vanzelfsprekend moet het bord nog steeds worden bijgewerkt, namelijk als er nieuwe predikanten komen en gaan. Daarom zijn er in bepaalde oude kerken ook wel meerdere predikantsborden.